# Dicyrtoma aurata
Dicyrtoma aurata är en urinsektsart som först beskrevs av Mills 1934.  Dicyrtoma aurata ingår i släktet Dicyrtoma och familjen Dicyrtomidae. Inga underarter finns listade i Catalogue of Life.